# GREEN MIND 2014
『GREEN MIND 2014』（グリーンマインド 2014）は、秦基博のライブBlu-ray、DVD。2015年4月29日にアリオラジャパンから発売された。

## 解説
- 弾き語りツアー｢GREEN MIND 2014」から、東京・NHKホール公演のライブ映像を収録。
- 初回生産限定盤は、ブックレット付属で秦基博とバンドメンバーによる副音声を収録。
- DVDは初回生産限定盤のみの販売。
- シングル「水彩の月」との連動抽選応募券封入。

## 収録曲
1. サークルズ
2. My Sole, My Soul
3. 現実は小説より奇なり
4. アイ
5. ダイアローグ・モノローグ
6. 自画像
7. MC（みどりの窓口 PART1）
8. プール
9. MC（みどりの窓口 PART2）
10. 君のいた部屋
11. MC（みどりの窓口 PART3）
12. Rain
13. SEA
14. Honey Trap
15. Girl
16. スプリングハズカム
17. キミ、メグル、ボク
18. 五月の天の河
19. 鱗（うろこ）
20. 言ノ葉
21. ひまわりの約束 -Encore-

## 初回特典収録内容
- 秦基博とバンドメンバーによる副音声収録

## 公演データ
| 地域     | 会場                               | 公演月日（2014年）                             |
| -------- | ---------------------------------- | ---------------------------------------------- |
| 大阪府   | フェスティバルホール               | 4月30日 - 5月1日 6月18日 - 6月19日（追加公演） |
| 神奈川県 | 横須賀芸術劇場                     | 5月4日                                         |
| 香川県   | サンポートホール高松               | 5月6日                                         |
| 北海道   | 札幌市民ホール                     | 5月11日                                        |
| 福岡県   | 福岡市民会館                       | 5月15日                                        |
| 広島県   | 上野学園ホール                     | 5月17日                                        |
| 秋田県   | 秋田市文化会館                     | 5月23日                                        |
| 熊本県   | 市民会館崇城大学ホール             | 5月25日                                        |
| 宮城県   | 東京エレクトロンホール宮城         | 5月30日                                        |
| 新潟県   | 新潟県民会館                       | 5月31日                                        |
| 埼玉県   | 大宮ソニックシティ                 | 6月4日                                         |
| 愛知県   | 名古屋国際会議場センチュリーホール | 6月8日                                         |
| 東京都   | NHKホール                          | 6月11日 - 6月12日                              |

### 参加ミュージシャン
- 朝倉真司（Percussion）[4][1]
- 鹿島達也（Bass）[4][1]
- 皆川真人（Piano）[4][1]